# Gigantochloa vietnamica
Gigantochloa vietnamica är en gräsart som beskrevs av To Quyen Nguyen. Gigantochloa vietnamica ingår i släktet Gigantochloa och familjen gräs.
Artens utbredningsområde är Vietnam. Inga underarter finns listade i Catalogue of Life.